# Adorján Imre (orvos)
Adorján Imre (Miskolc, 1920. szeptember 7. – Miskolc, 2005) orvos, szülész-nőgyógyász, kórházigazgató, az Avasi Arborétum alapítója.

## Élete
Középiskolai tanulmányait a Lévay József Református Gimnáziumban végezte. Érettségi után a debreceni Magyar Királyi Tisza István Tudományegyetem orvostudományi karán tanult tovább, 1944-ben szerezte meg diplomáját, de előtte egy évvel már az Erzsébet Közkórház szigorló orvosa volt, Miskolcon. 1944–1945-ben a szülészet-nőgyógyászaton dolgozott segédorvosként, a kórház honlapja szerint osztályvezetőként. 
1945-ben átmenetileg Alsóábrányban volt kör- és községi orvos, majd még ebben az évben a Nemzeti Segély orvosa lett. 1948-ban letette a szülész-nőgyógyász szakvizsgát, majd 1963-ban egészségügyi szervezéstudományból, 1969-ben üzemorvostanból pedig is szakvizsgát tett. 1948-tól üzemorvos, 1954-től üzemi főorvos, 1967-től 1975-ig városi üzemorvosa volt Miskolcnak. 1975-től a Borsod-Abaúj Zemplén megyei Kórház-rendelőintézet főigazgató-helyettese volt. 1980-ban vonult nyugdíjba. Szakmai tevékenysége része, hogy szerepet vállalt az Üzemorvosok Tudományos Társaságában, amelyben az észak-magyarországi tagozat 1980-ban örökös elnökévé választotta. Elnöke volt a Dohányzás ellen küzdők társaságának is.

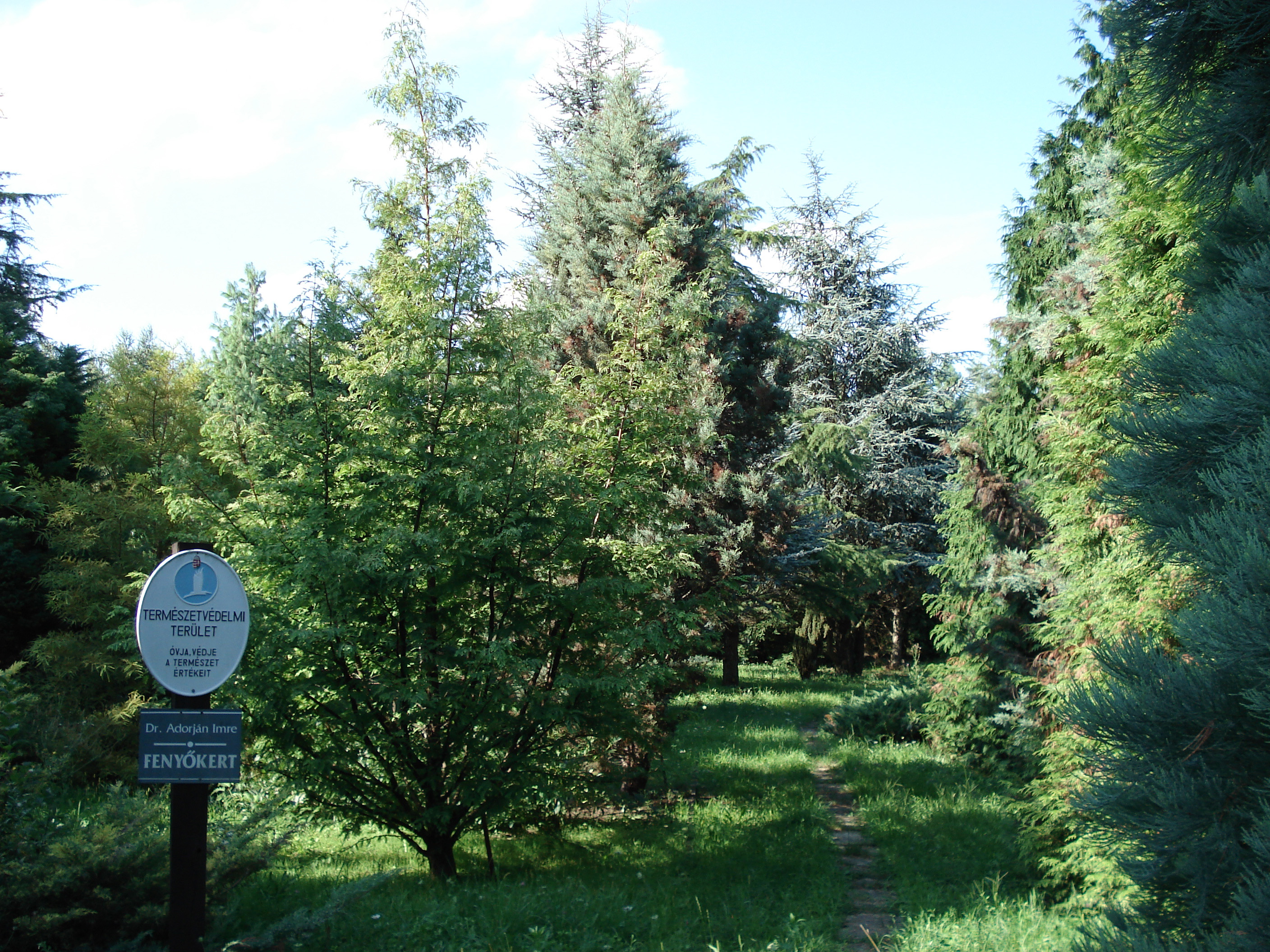
Az alapító nevét viselő fenyőkert részlete

A kertbarát mozgalom híve volt, 1958-tól részt vett a szervezésében, és a Kertbarátok Miskolci Szövetsége elnöke volt. 1986-ban felajánlotta a városi tanácsnak, hogy létrehoz egy arborétumot, amely a tűlevelű örökzöldek kerti formáit mutatná be. A helyet is megtalálta számára: háromhektárnyi területet az Avas keleti részének egyik völgyhajlatában, a Greuter-kert mellett (a mai Tampere városrészben). 
A városi vezetés támogatta az ötletet, és az Avasi Arborétum 1987-ben létre is jött. A területet az akkor még csak ötvenfős Avasi Arborétum Baráti Kör készítette elő és gondozta a továbbiakban is. A tagok egyenként 200 négyzetméternyi területrész gondozását vállalták. A főorvos jórészt a saját költségén gyűjtötte be a kert növényanyagát hazai és külföldi faiskolákból, de az erdőgazdaság is segített. Az arborétumban mintegy 460 fenyőféle van (cédrusok, jegenyefenyők, lucfenyők, tűnyalábos fenyők és vörösfenyők), ezen kívül több mint 300-féle más nemzetség is található (álciprusok, borókák, tiszafák és tuják). A tűlevelűk mellett telepítettek még egy látványos rózsa- és sziklakertet is.

## Elismerései
- 1972 – A Munka Érdemrend bronz fokozata
- 1981 – A Magyar Vöröskereszt centenáriumi emlékérme
- 1996 – Pro Urbe Miskolc

## Főbb művei
- A Nemzeti Segély orvosi rendelőjének működése Miskolcon. Sztetoszkóp, 1970. 1–2.
- Ne dohányozzunk! Budapest, 1975
- Kertbarátok örökzöldjei. Miskolc, 1986
- A miskolci Avasi Arborétum. In Dobrossy István, szerk.: A miskolci Avas. Miskolc, 1993
- Az üzemegészségügy története. In Dobrossy István, szerk.: Miskolc a millecentenárium évében 2. Miskolc, 1996